# XENON暗物質計畫
XENON暗物質計畫是一個建構新一代暗物質探測器的計畫。
其實驗儀器是利用液態氙作為靶材去探測大質量弱相互作用粒子（英文叫做Weakly Interacting Massive Particle，簡稱WIMP）。
這個合作計畫是由哥倫比亞大學的天文物理的埃琳娜·阿普羅（Elena Aprile）所推動。

## XENONnT 探测器
XENONnT探测器是最新一代的液氙暗物质直接探测器，位于意大利格兰萨索国家实验室（INFN Laboratori Nazionali del Gran Sasso）。其共有8.5吨液氙，其中有效探测质量5.9吨。基于更大的有效探测质量、更低的电子反冲本底、更久的电子漂移寿命，XENONnT探测器相比于上一代的XENON1T探测器有预期一个数量级以上的对于WIMP暗物质的限制的提升。
2023年，XENONnT发布了基于第一批核反冲数据的对于5-500GeV WIMP暗物质的限制。

## 外部連結
- XENON home page at Columbia University （页面存档备份，存于）
- XENON home page at the University of Zurich （页面存档备份，存于）
- XENON home page at Rice University （页面存档备份，存于）
- XENON home page at Brown University （页面存档备份，存于）
- XENON home page at University of California, Los Angeles
- Dark matter limit plotter with the latest results from XENON and other experiments

42°25′14″N 13°30′59″E / 42.42056°N 13.51639°E
1. ↑  .   [2024-07-19]. （原始内容存档于2025-02-11） （美国英语）.
2. ↑  Aprile, E.; Aalbers, J.; Agostini, F.; Alfonsi, M.; Althueser, L.; Amaro, F.D.; Antochi, V.C.; Angelino, E.; Angevaare, J.R.; Arneodo, F.; Barge, D. . Journal of Cosmology and Astroparticle Physics. 2020-11-01, 2020 (11)  [2024-07-19]. ISSN 1475-7516. doi:10.1088/1475-7516/2020/11/031. （原始内容存档于2024-12-28）.
3. ↑  XENON Collaboration; Aprile, E.; Abe, K.; Agostini, F.; Ahmed Maouloud, S.; Althueser, L.; Andrieu, B.; Angelino, E.; Angevaare, J. R.; Antochi, V. C.; Antón Martin, D. . Physical Review Letters. 2023-07-28, 131 (4). doi:10.1103/PhysRevLett.131.041003.